# Vikasjön, Falu kommun
Vikasjön är en sjö i Falu kommun i Dalarna och ingår i Dalälvens huvudavrinningsområde. Sjön är 16 meter djup, har en yta på 3,79 kvadratkilometer och befinner sig 107 meter över havet. Vid provfiske har bland annat abborre, braxen, gers och gädda fångats i sjön.
Vikasjön (tidigare även kallad Viksjön) ligger i Vika socken, Falu kommun som genom Vikasundet är förbunden med sjön Runn. Vid sjön ligger tätorten Vika (Vika Kyrkby) samt byarna Furustrand, Botolfsbo, Strand, Rankhyttan, Sunnanhaga, Folkarbyn, Rensbyn, Sundet och Andrakebyn. Vikasjön är cirka 4 km lång och 1 km bred. Sjön har två större öar (Vindholmarna utanför Kyrkbyn) och en mindre (Kölnäs Udd utanför Rensbyn). I Vikasjön finns även en betydande udde (Ramsnäsholm).

## Trafik
På sjön gick i gamla tider malmpråmar från Falu koppargruva till hyttor runt sjön och för omlastning vid Strand till foror som gick sydväst ut efter vägar på Badelundaåsen. Vikasjön har tidigare även haft reguljär ångbåtstrafik till Falun och Torsång.
Idag har Vikasjön en betydande trafik av fritidsbåtar som genom Runn kan röra sig till Dalälven vid Torsång, till Ornässtugan vid Ösjön och till Falun.

## Miljö och naturvärden
Den kända fågelsjön Kyrkbytjärnen är en vik av Vikasjön. Sjön var tidigare utsatt för övergödning från avlopp och jordbruk, med resultatet att vassar och vattenväxter bredde ut sig. Sedan avloppen anslutits till reningsverk och gödslingen av jordbruksmarkerna minskat, har Vikasjön repat sig och vassarna börjat minska. Vikasjön är även populär som bad- och fiskesjö. En aktiv fiskevårdsområdesförening vakar över fisket i Vikasjön.

## Delavrinningsområde
Vikasjön ingår i delavrinningsområde (670786-149538) som SMHI kallar för Utloppet av Vikasjön. Medelhöjden är 119 meter över havet och ytan är 11,04 kvadratkilometer. Räknas de 4 avrinningsområdena uppströms in blir den ackumulerade arean 35,17 kvadratkilometer. Vattendraget som avvattnar avrinningsområdet har biflödesordning 3, vilket innebär att vattnet flödar genom totalt 3 vattendrag innan det når havet efter 213 kilometer. Avrinningsområdet består mestadels av skog (21 procent), öppen mark (17 procent) och jordbruk (26 procent). Avrinningsområdet har 3,71 kvadratkilometer vattenytor vilket ger det en sjöprocent på 33,6 procent. Bebyggelsen i området täcker en yta av 0,08 kvadratkilometer eller 1 procent av avrinningsområdet.

## Fisk
Vid provfiske har följande fisk fångats i sjön:
- Abborre
- Braxen
- Gös
- Gärs
- Gädda
- Löja
- Mört
- Nors
- Sarv